# Cherán Atzicuirín
Cherán Atzicuirín, también llamada Cheranástico, es una localidad del estado mexicano de Michoacán. Es parte del municipio de Paracho.

## Toponimia
El nombre «Cherán» proviene de los términos en purépecha: chere, mantas; an, locativo. Su significado es «Lugar de mantas».

## Demografía
| Gráfica de evolución demográfica |
|                                  |

| Censo | Población |
| ----- | --------- |
| 1900  | 616       |
| 1910  | 658       |
| 1921  | 532       |
| 1930  | 612       |
| 1940  | 751       |
| 1950  | 811       |
| 1960  | 1050      |
| 1970  | 1317      |
| 1980  | 1544      |
| 1990  | 2049      |
| 2000  | 2386      |
| 2010  | 2386      |
| 2020  | 2942      |